# Joseph Ryelandt
Joseph Marie Victor Ryelandt (Brugge, 7 april 1870 - 29 juni 1965) was een Belgisch componist en muziekpedagoog.

## Situering
De Franstalige Vlaming Baron Joseph Ryelandt was een laatromantisch componist die zowel zuiver symfonische en instrumentale muziek als koorwerken en liederen componeerde. Zijn meest creatieve periode beleefde hij tussen 1892 en 1944. Vooral zijn religieuze koorwerken werden zeer gewaardeerd. Hij schreef een groot aantal liederen op bestaande Nederlandse, Franse, Latijnse en Spaanse teksten.
Zijn Gezelle-Lieder worden van internationaal niveau geacht. Zijn Gezelle-composities zijn talrijk. Internationale erkenning kreeg Joseph Ryelandt met zijn grote oratoria Purgatorium, De komst des Heren, Maria, Agnus Dei en Christus Rex.

## Levensloop
In het gezin Ryelandt-Casier heerste een religieuze en culturele sfeer, en kregen de kinderen een aristocratische en Fransgerichte opvoeding, die Joseph Ryelandt zijn hele leven bijbleef. Muziek was zowel in de familie Ryelandt als in de familie Casier een traditie, waardoor musiceren in de huiskring behoorde tot de vaak voorkomende bezigheden. Muziek werd aan de kinderen onderwezen, hoewel nooit de intentie bestond er professionele musici van te maken. Joseph kreeg thuis lessen piano van Hubert en daarna van mevr. Tavernier. Op negenjarige leeftijd begon hij de humaniorajaren aan het Sint-Lodewijkscollege, waar hij telkens bij de eerste drie van zijn klas behoorde. Naast piano leerde hij ook viool spelen bij L. Verssailles.
De familie bracht haar vakanties door op hun buitenverblijf "Steevliet" (Oost-Vlaanderen), eigendom van de familie Casier. Joseph maakte er gebruik van om pianolessen te volgen bij Franz De Vos (1856-1919), professor aan het Koninklijk Conservatorium te Gent. Hij wist zich voorbestemd voor de muziek, maar om aan de wens van zijn moeder te voldoen, ondernam hij studies rechten aan de Facultés Universitaires Notre-Dame de la Paix in Namen. Hij studeerde verder muziek, in Namen bij Balthazar Florence, en in Brugge bij Auguste Reyns (1849-1932), kapelmeester van de Sint-Salvatorskathedraal. Hij studeerde verder rechten aan de Katholieke Universiteit Leuven.
In de hoop zich definitief aan de muziek te kunnen wijden, nam hij als leermeester Edgar Tinel, die bekendheid had door zijn oratorium Franciscus en directeur was van het Lemmensinstituut. Tinel was onder de indruk van een pianosonate van Ryelandt en zijn gunstig oordeel veegde de bezwaren van moeder Ryelandt weg. Ryelandt mocht zich voortaan volledig aan de muziek wijden. Hij verliet de universiteit en ging in de leer in Mechelen, bij Tinel en bij Elisabeth Alberdingk Thijm (1863-1952). Van 1893 tot 1895 waren de lessen uitsluitend aan compositie gewijd en nu kon Ryelandt zich uitsluitend bezighouden met componeren. Hij was daarmee al vroeger begonnen. Zijn eerste opusnummer dateert van 1892, een sonate voor piano in do klein. Van zijn genummerde werken tussen 1892 en 1897 bleef weinig over, aangezien hij 9 van de 15 werken later als onvoldoende beoordeelde en vernietigde.
Tijdens de zomer 1897 leerde hij Charles Martens (1866-1921) kennen, een talentvolle man die zijn vriend werd. Martens hielp hem met teksten, indelingen en algemene opvattingen. Charles Martens behaalde aan de universiteit van Leuven een doctoraat in de letteren en wijsbegeerte en in de rechten. Hij was burgemeester van Kerkom van 1912 tot 1921, en verleende zijn medewerking aan tal van tijdschriften. Als mecenas wijdde hij zich helemaal aan de organisatie van de Concerts Spirituels in Brussel, waarvan hij een van de promotoren was, en aan de concerten van de vereniging "La table ronde" in Leuven en Antwerpen.
De jaren 1896 tot 1924 worden beschouwd als Ryelandts meest vruchtbare en belangrijkste compositiejaren.
In mei 1924 werd hij door het Brugse stadsbestuur benoemd tot directeur van het Stedelijk Conservatorium van Brugge, in opvolging van Karel Mestdagh. Van 1929 tot 1939 was hij ook titularis van de cursus contrapunt aan het Gentse conservatorium. Hij breidde het onderwijs uit met cursussen muziekgeschiedenis en voordracht. Ryelandt gaf aan zijn leerlingen een degelijke opleiding en slaagde erin verschillende uitstekende musici te vormen. Hij bezat de gave het werk van zijn leerlingen nooit af te breken, maar tactvol te verbeteren. Tijdens zijn ambtsperiode werden in de Brugse stadsschouwburg driemaal per jaar druk bijgewoonde conservatoriumconcerten georganiseerd. Naast zijn deelname aan jury's was hij ook bestuurder bij de Koningin Elisabethstichting.
Hij vervulde zijn taak als conservatoriumdirecteur tot in 1943. Hij werd toen, onder druk van de Duitse bezetter, afgezet en opgevolgd door Renaat Veremans. In september 1944 hernam hij zijn functie tot hij, 75 geworden, met Pasen 1945 met pensioen ging.
Hij componeerde voor het laatst in 1948. De zeventien laatste levensjaren bracht hij door met studie en lectuur. Hij vulde onder meer een tiental schriftjes met gedichten, vertaalde verzen van zijn lievelingsdichter Guido Gezelle en las het volledige oeuvre van Vondel, Shakespeare en Claudel. Zijn geliefde lectuur vond hij in de Bijbel, de werken van Theresia van Ávila, van Franciscus van Sales, Pascal en Dante. Toen zijn steeds slechter wordende ogen hem het lezen ontnamen, las zijn oudste dochter Agnes hem dagelijks voor. Ziek is hij nooit geweest en tot aan zijn dood was hij helder van geest. Hij ligt begraven op het kerkhof van Sint-Pieters-Brugge.
Ryelandt was:
- lid van de Koninklijke Vlaamse Academie van België voor Wetenschappen en Kunsten,
- grootofficier in de Orde van Sint Gregorius de Grote,
- lid van de Edele Confrérie van het Heilig Bloed,
- eredeken van het Christelijk Vlaams Kunstenaarsverbond.

## Familie
- Ryelandts grootvader Louis Ryelandt (1787-1867) was getrouwd met Isabelle Canneel (1797-1832). Na haar overlijden hertrouwde hij met Rosalie van Naemen (1802-1871), Hij was directeur van het Sint-Juliaansgesticht voor psychiatrische patiënten in Brugge.
- Zijn vader Louis-Bernard Ryelandt (1841-1877) was getrouwd met Marie-Louise Casier (1847-1908). Zij was een dochter van de Gentse senator Jean Casier, die behoorde tot de elite van de Gentse christelijke burgerij. Jean Casier was ook een begaafd amateurviolist. Louis-Bernard was advocaat, gemeenteraadslid van Brugge en provincieraadslid van West-Vlaanderen. Hij had de reputatie een uitstekend pianist te zijn. Hij stierf op jonge leeftijd, zijn weduwe met zes kinderen latend. Een zevende kind werd postuum geboren.

## Adel
In 1909 werden de vier broers Ryelandt, zoons van Louis-Bernard, in de erfelijke Belgische adelstand opgenomen:
- Louis Ryelandt (Brugge, 19 november 1867 - 8 juni 1954), trouwde in 1893 in Bergen met Louise Wéry (1867-1926). Hij werd gemeenteraadslid en schepen van Brugge, voorzitter van de Commissie voor Openbare Onderstand, proost en kerkmeester van de Edele Confrérie van het Heilig Bloed. Het echtpaar heeft een talrijk nageslacht in de vrouwelijke lijn, maar is uitgedoofd in mannelijke lijn.
  - Louis Ryelandt (1894-1921), benedictijn onder de naam dom Benoît, in de abdij van Zevenkerken.
  - Thérèse Ryelandt (1895-1998) trouwde met kolonel Georges Janssens de Bisthoven en heeft een talrijk nageslacht.
- Joseph Ryelandt, de in dit lemma behandelde persoon, trouwde in Elsene in 1899 met Marguerite Carton de Wiart (1872-1939). Ze kregen acht kinderen.
  - Daniel Ryelandt (1903-1981), getrouwd met Suzanne de la Vallée Poussin, was kabinetschef van eerste minister Hubert Pierlot, lid van het Verzet, en afgevaardigde bestuurder van het Agentschap Belga. Ze kregen zeven kinderen, onder wie zes zoons die zorgden voor talrijke afstammelingen.
  - Marc Ryelandt (1904-1978), getrouwd in Schalkhoven in 1929 met Zoé de Borman (1905-1997). Ze kregen tien kinderen, onder wie vier zoons die zorgden voor talrijke afstammelingen.
  - Anne Ryelandt (1907-1992) was kanunnikes in het Brugse Engels Klooster.
  - Ludwine Ryelandt (1909-1985) werd religieuze bij de Dochters van de Kerk in het Brugs Begijnhof.
- Pierre Ryelandt (Brugge, 25 september 1871 - Gent, 7 april 1944) trouwde in Gent in 1898 met Marguerite Morel de Westgaver (1870-1952). Uitgedoofde familietak.
- Vincent Ryelandt (Brugge, 30 september 1874 - Gent, 30 juli 1937) trouwde in 1900 in Brussel met Renée Hollanders (1880-1962). Ze kregen drie dochters en een zoon. De afstamming in mannelijk lijn is uitgedoofd.

Joseph Ryelandt kreeg in 1938 de baronstitel, overdraagbaar bij eerstgeboorte. Hij nam als wapenspreuk: 't Vrije land getrouwe. Het gezin bracht de zomervakanties door in Orchimont.

## Publicaties door Joseph Ryelandt
- Abrégé de l’histoire de la musique jusqu’à 1900, Brussel, 1927.
- Beknopte Muziekgeschiedenis tot 1900, dienstig voor schoolonderricht, Brussel, 1938.
- Edgar Tinel, in: Extrait de l’Annuaire de l’Académie royale de Belgique, 1950, Brussel.
- Gabriel Fauré et l’évolution musicale, in: Extrait de l’Annuaire de l’Académie royale de Belgique, Brussel, 1941.
- G. Gezelle, étude littéraire, Leuven, 1920.
- La Gloire, in: Extrait de l’Annuaire de l’Académie royale de Belgique, Brussel, 1942.
- Le clavecin bien tempéré de J.S. Bach, guide pour les pianistes, Brussel, 1938.
- Le Romantisme dans la musique, in: Extrait de l’Annuaire de l’Académie royale de Belgique, Brussel, 1946.
- L’inspiration dans l’art, in: Extrait de l’Annuaire de l’Académie royale de Belgique, Brussel, 1946.

### Algemeen
- F. VAN DYCKE, Recueil héraldique de familles nobles et patriciennes de la ville et du franconat de Bruges, Brugge, 1851.
- E. HALFLANTS, Les quartiers du baron Joseph Ryelandt, in: Intermédiaire des généalogistes, 1890.
- Robert COPPIETERS 'T WALLANT, Notices généalogiques de familles brugeoises, Brugge, [1945].
- Luc SCHEPENS, De provincieraad van West-Vlaanderen, 1836-1921, Tielt, 1976.
- J. DALOZE, In memoriam le baron Daniel Ryelandt, in: Bulletin van de Vereniging van de Adel in België, 1982.
- Oscar COOMANS DE BRACHÈNE, État présent de la noblesse belge, Annuaire 1997, Brussel, 1997.
- Marie-Pierre D'UDEKEM D'ACOZ, Voor koning en vaderland. De Belgische adel in het Verzet, Tielt, Lannoo, 2003.
- Andries VAN DEN ABEELE, De Balie van Brugge, Brugge, 2009.
- Humbert DE MARNIX DE SAINTE-ALDEGONDE, État présent de la noblesse belge, Annuaire 2012, Brussel, 2012.

### Joseph Ryelandt
- Paul FRANÇOIS e.a., Huldenummer Joseph Ryelandt, Tijdschrift West-Vlaanderen, Brugge, 1952.
- Karel DE SCHRIJVER: Bibliografie der Belgische Toonkunstenaars sedert 1800, Leuven, Vlaamse Drukkerij, 1958.
- Alfons MOORTGAT: Uit leven en werk van Joseph Ryelandt, in: Musica Sacra, jaargang 61, nr. 2, 1960, Brugge.
- P. TINEL, Notice sur Joseph Ryelandt, in: Annuaire de l'Académie royale de Belgique, 1967.
- Marcel BOEREBOOM, Joseph Ryelandt, in: Nationaal Biografisch Woordenboek, Deel 3, Brussel, 1968.
- Storm BULL: Index to biographies of contemporary composers, Vol. II, Metuchen, N.J., Scarecrow Press, 1974, ISBN 0-8108-0734-3.
- Paul FRANK e.a., Kurzgefasstes Tonkünstler Lexikon - Zweiter Teil: Ergänzungen und Erweiterungen seit 1937, 15. Aufl., Wilhelmshaven, Heinrichshofen, Band 1: A-K. 1974, ISBN 3-7959-0083-2; Band 2: L-Z. 1976, ISBN 3-7959-0087-5.
- Anne-Marie RIESSAUW, Musico-literaire verhoudingen in Verlaine-liederen van Joseph Ryelandt, in: Revue Belge de Musicologie, 1977.
- Diana VON VOLBORTH-DANYS, CeBeDeM et ses compositeurs affiliés: biographies, catalogues, discographie, 2 vol., Brussel, Centre belge de documentation musicale, Vol. I: A-L: 1977 - Vol. II: M-Z: 1980.
- Fernand BONNEURE, Joseph Ryelandt, in: Lexicon van West-Vlaamse schrijvers, Deel 3, Torhout, 1986.
- P. SAUVAGE, Joseph Ryelandt, in: Nouvelle Biographie Nationale de Belgique, T. I., Brussel, 1988.
- H. SPRANGERS, Aanvulling bij de kwartierstaat van Joseph baron Ryelandt, in: Intermédiaire des généalogistes, 1995.
- Marie-Paule WOUTERS, Joseph Ryelandt, in: Lexicon van de muziek in West-Vlaanderen, Deel 2, Brugge, 2001.
- Flavie ROQUET, Vlaamse componisten geboren na 1800, Roeselare, Roularta Books, 2007, ISBN 978-90-8679-090-6.
- David VERGAUWEN, De componist Joseph Ryelandt, in: Archiefleven Brugge, april 2018.
- David VERGAUWEN, Joseph Ryelandt:een Brugs romanticus, in: Brugge die Scone, 2019.
- David VERGAUWEN, Joseph Ryelandt. Een culturele biografie van een romantisch componist in het fin-de-siècle Brugge, Academic & Scientific Publishers, Brussel, 2020. ISBN 978-90-5718-944-9.
- David VERGAUWEN, Joseph Ryelandt (1870-1965) waardig herdacht, in: Bulletin van de Vereniging van de Adel van het Koninkrijk België, juli 2020.

## Discografie
- Royal Flemish Philharmonic onder leiding van Grant Llewellyn – Ryelandt: Agnus Dei, Op. 56 (Marco Polo - 8.223785-86, 1996)
- Het Symfonieorkest van Vlaanderen – Ryelandt: Symphonie N° 4 · Idylle Mystique (CYPRES - CYP1616, 1997)
- Jozef De Beenhouwer, Spiegel Spring Quartet – In Flanders' Fields, vol.55 - Joseph Ryelandt (Phaedra - CHX2457, 2008)
- De la Haye Ensemble – Joseph Ryelandt: Chamber Music For Piano And Strings (Toccata Classics - TOCC0282, 2016)
- Terra Nova Collective – Joseph Ryelandt: Romantic Music in fin-de-siècle Bruges (Etcetera - KTC 1655, 2020)
- Emilie De Voght, Pieter-Jan Verhoyen – Joseph Ryelandt: Songs To The Poems Of Guido Gezelle (Etcetera - KTC 1731, 2022)
- Jozef De Beenhouwer – Joseph Ryelandt: Piano Sonatas 1 (Antarctica Records - AR 066, 2024)
- Jozef De Beenhouwer – Joseph Ryelandt: Piano Sonatas 2, Six Préludes (Antarctica Records - AR 072, 2025)

## Hulde
- De stad Brugge gaf de naam Baron Joseph Ryelandtstraat aan een straat op Sint-Pieters.
- De kerk van het vroegere Theresianenklooster aan het Achiel Van Ackerplein, hoek Ezelstraat, te Brugge werd in 1985 ingericht als concertzaal en kreeg de naam Joseph Ryelandtzaal.
- Ter gelegenheid van de honderdvijftigste verjaardag van zijn geboorte werden in Brugge activiteiten georganiseerd om Ryelandt te herdenken. Een ervan was een tentoonstelling in het Arentshuis. Veel van de voorziene muziekuitvoeringen zouden doorgaan in de maanden maart-april 2020 en werden als gevolg van de coronaviruscrisis afgelast.